# Härma
Härma är en by i Estland. Den ligger i Raasiku kommun och i landskapet Harjumaa, 29 km sydost om huvudstaden Tallinn. Antalet invånare var 122 år 2011.
Härma ligger 54 meter över havet och terrängen runt byn är platt. Runt Härma är det ganska glesbefolkat, med 21 invånare per kvadratkilometer. Närmaste större samhälle är Kehra, 11 km nordost om Härma. I omgivningarna runt Härma växer i huvudsak blandskog.
Trakten ingår i den hemiboreala klimatzonen. Årsmedeltemperaturen i trakten är 2 °C. Den varmaste månaden är juli, då medeltemperaturen är 16 °C, och den kallaste är december, med −10 °C.